# Microhylinae
Le Microhylinae Günther, 1858 sono una sottofamiglia di rane della famiglia Microhylidae.

## Distribuzione
Le specie di questi generi si trovano in Asia orientale, dall'India alla Corea del Nord. Sono presenti anche nelle Isole della Sonda.

## Tassonomia
La sottofamiglia Microhylinae comprende 105 specie suddivise in 9 generi:
- Chaperina Mocquard, 1892 (1 sp.)
- Glyphoglossus Günther, 1869 (9 sp.)
- Kaloula Gray, 1831 (19 sp.)
- Metaphrynella Parker, 1934 (2 sp.)
- Microhyla Tschudi , 1838 (44 sp.)
- Micryletta Dubois, 1987 (7 sp.)
- Mysticellus Garg and Biju, 2019 (1 sp.)
- Nanohyla Poyarkov, Gorin, and Scherz, 2021
- Phrynella Boulenger, 1887 (1 sp.)
- Uperodon Duméril and Bibron, 1841 (12 sp.)